# هیلدا کاسلی
هیلدا کاسلی (انگلیسی: Hilda Caselli; ۳۱ اکتبر ۱۸۳۶ – ۲۲ اوت ۱۹۰۳) اهل سوئد بود.
وی همچنین برندهٔ جوایزی همچون ایلیس کواروم شده است.

## زندگی‌نامه
هیلدا کاسلی در گاملسبو در منطقهٔ رامسبرگ واقع در وستمانلاند به دنیا آمد و در همان‌جا بزرگ شد؛ جایی که پدرش به‌عنوان مدیر یک ملک مشغول به کار بود. در سال ۱۸۵۹، پدرش بینایی‌اش را از دست داد و خانواده به اوپسالا نقل مکان کرد، جایی که برادرانش در دانشگاه تحصیل می‌کردند. همانند بسیاری از زنان هم‌دوره‌اش، آموزش و تحصیلات او و خواهرانش در مقایسه با برادرانشان بسیار محدود بود و بیشتر معطوف به مدیریت امور خانه بود. این وضعیت نابرابر آموزشی باعث شد حس بی‌عدالتی در او شکل بگیرد و تأثیر عمیقی بر نگاهش به جایگاه زنان در جامعه بگذارد.
او در بزرگسالی تصمیم گرفت خلأ تحصیلی‌اش را جبران کند و در دورهٔ آموزشی تربیت معلم سرخانه در مدرسهٔ علمیهٔ زنان تازه‌تأسیس جین میلر تنگبرگ در اوپسالا، موسوم به «کلوسترسکولان» شرکت کرد. در سال ۱۸۶۲ نیز سفری مطالعاتی به انگلستان انجام داد تا با نظام آموزشی دختران در آن کشور آشنا شود.
هیلدا کاسلی در سال ۱۸۶۴ به‌عنوان معلم در مدرسهٔ دولتی «نرمال‌اسکولان» در استکهلم استخدام شد. او از سال ۱۸۶۸ تا ۱۹۰۳ به‌عنوان مدیر این مدرسه فعالیت کرد و هم‌زمان سمت معاونت در «سمینار عالی تربیت معلم زن» موسوم به «هوگره لئرارین‌سمیناریه‌ت» را نیز بر عهده داشت. از او به‌عنوان شخصیتی بسیار سخت‌گیر، قاطع و دارای هیبتی فرمانده‌گونه یاد شده که احترام زیادی را در میان شاگردانش برمی‌انگیخت، اما درعین‌حال عادل، توانا و منظم بود. گفته می‌شد که چهره‌ای زیبا داشت، اما این زیبایی زیر نقاب رفتار خشک و عینک پینس‌نه‌اش پنهان می‌ماند.
کاسلی به‌واسطهٔ تعهدش به موضوعات مربوط به آموزش زنان، در میان محافل فرهنگی و آموزشی سوئد شناخته شد. او بنیان‌گذار «نشست مدارس دخترانه» یا «فلیک‌شوله‌موت» بود؛ نشستی ملی که از سال ۱۸۷۹ تا ۱۹۰۱ به‌طور منظم برگزار می‌شد و معادل نشست‌های معمول «لئروِرکسموته» بود که در آن معلمان و مدیران دبیرستان‌های پسرانه گرد هم می‌آمدند تا دربارهٔ اصلاحات، مشکلات و موفقیت‌های آموزشی گفت‌وگو کنند. هدف از «فلیک‌شوله‌موت» این بود که معلمان و مدیران مدارس متوسطهٔ دخترانه نیز فضایی مشابه برای تبادل نظر و توسعهٔ سیستم آموزشی در اختیار داشته باشند.
الهام‌بخش او برای ایجاد چنین نشستی، شرکت در جلسات بحث دربارهٔ نیاز به اصلاحات در آموزش دختران بود که در سال ۱۸۷۵ به‌وسیلهٔ نشریهٔ نشریه برای خانه برگزار می‌شد. در سال ۱۸۷۷، هیئتی تشکیل شد که اعضای آن عبارت بودند از: کاسلی، ترزه گیلدن، سوفی آلمکویست و الن کی. دو سال بعد، در ۱۸۷۹، نخستین نشست «فلیک‌شوله‌موت» با ابتکار و سازماندهی هیلدا کاسلی برگزار شد. در مجموع، هفت نشست با فواصل چهار ساله تا سال ۱۹۰۱ برگزار شد که نقش بسزایی در تحول آموزش زنان در سوئد ایفا کردند.
هیلدا کاسلی عضو کمیتهٔ دولتی آموزش دختران موسوم به کمیته مدارس دخترانه ۱۸۸۵ (فلیک‌شوله‌کمیته‌ن ۱۸۸۵) نیز بود. او در کنار سوفی آدلرشپار، نخستین زنانی بودند که به عضویت یک کمیتهٔ دولتی در سوئد درآمدند و بدین‌ترتیب، گامی مهم در ورود زنان به نهادهای تصمیم‌گیری برداشتند.
در سال ۱۸۹۶، از سوی دولت سوئد نشان ایلیس کوروم به او اهدا شد؛ این نشان از معتبرترین جوایز برای خدمات برجسته در عرصه‌های علمی، فرهنگی و اجتماعی است.
هیلدا کاسلی را باید از پیشگامان اصلاحات آموزشی و از پایه‌گذاران اندیشهٔ آموزش برابر برای دختران و پسران در سوئد دانست. فعالیت‌هایش نه‌تنها به بهبود نظام آموزشی دخترانه انجامید، بلکه زمینه‌ساز حضور گسترده‌تر زنان در عرصه‌های حرفه‌ای و فرهنگی در اوایل قرن بیستم شد.